# 청림초등학교 축구부
청림초등학교 축구단(Cheongrim Elementary School Football Club)은 대한민국 경상북도 포항시에 있는 축구 선수단이다. 청림초등학교가 운영했던 U-12 축구 선수단이며, 2004년에 해단되었다.

## 시즌별 성적
| 시즌 | 대회                                | 참가팀 | 경기 | 승 | 무 | 패 | 득 | 실 | 차 | 승점 | 순위    |
| ---- | ----------------------------------- | ------ | ---- | -- | -- | -- | -- | -- | -- | ---- | ------- |
| 2000 | 대구광역시장기 전국초등학교축구대회 | 28     | 3    | 1  | 0  | 2  | 5  | 6  | -1 | 3    | 2조 3위 |

## 참고 문헌
- “KFA 통합경기정보 시스템”. 대한축구협회. 2020년 2월 22일에 원본 문서에서 보존된 문서. 2020년 5월 31일에 확인함.

## 같이 보기
- 청림초등학교 (경북)